# Залуж'є (Лепоглава)
Залуж'є (хорв. Zalužje) — населений пункт у Хорватії, у Вараждинській жупанії у складі міста Лепоглава.

## Населення
Населення за даними перепису 2011 року становило 162 осіб.
Динаміка чисельності населення поселення:

## Клімат
Середня річна температура становить 9,70 °C, середня максимальна – 23,52 °C, а середня мінімальна – -6,04 °C. Середня річна кількість опадів – 1063 мм.
| Клімат поселення                              | Клімат поселення | Клімат поселення | Клімат поселення | Клімат поселення | Клімат поселення | Клімат поселення | Клімат поселення | Клімат поселення | Клімат поселення | Клімат поселення | Клімат поселення | Клімат поселення | Клімат поселення |
| Показник                                      | Січ.             | Лют.             | Бер.             | Квіт.            | Трав.            | Черв.            | Лип.             | Серп.            | Вер.             | Жовт.            | Лист.            | Груд.            |                  |
| Середній максимум, °C                         | 5,62             | 7,16             | 11,15            | 15,37            | 20,29            | 23,52            | 22,51            | 21,90            | 17,93            | 12,92            | 7,63             | 4,04             |                  |
| Середня температура, °C                       | −0,22            | 1,32             | 5,34             | 9,53             | 14,46            | 17,70            | 19,41            | 18,78            | 14,81            | 9,80             | 4,51             | 0,92             |                  |
| Середній мінімум, °C                          | −6,04            | −4,51            | −0,5             | 3,71             | 8,64             | 11,86            | 16,31            | 15,68            | 11,70            | 6,69             | 1,41             | −2,2             |                  |
| Норма опадів, мм                              | 48               | 54               | 74               | 82               | 92               | 122              | 112              | 105              | 100              | 100              | 99               | 75               |                  |
| Середньомісячна швидкість вітру, м/с          | 1.77             | 1.98             | 2.34             | 2.38             | 2.26             | 2.00             | 1.90             | 1.75             | 1.75             | 1.83             | 1.91             | 1.88             |                  |
| Середньомісячна сонячна радіація, кДж/м²·день | 4124             | 6818             | 10504            | 14786            | 18715            | 20671            | 21144            | 18432            | 13623            | 8597             | 4581             | 3257             |                  |
| --------------------------------------------- | ---------------- | ---------------- | ---------------- | ---------------- | ---------------- | ---------------- | ---------------- | ---------------- | ---------------- | ---------------- | ---------------- | ---------------- | ---------------- |
| Джерело:                                      |                  |                  |                  |                  |                  |                  |                  |                  |                  |                  |                  |                  |                  |